# 契丹語
契丹語（きったんご）は、かつて契丹で話された言語。
モンゴル諸語に近いと考えられているが、その一方で現在のモンゴル諸語から再構されるモンゴル祖語との違いも大きいため、ユハ・ヤンフネンは「側モンゴル語」(Para-Mongolic) のひとつに位置づけている。
二種類の契丹文字で書かれた諸墓誌から知られている。2010年にロシア科学アカデミーの所蔵でNova N 176という契丹語の文献が見つかった。
ほかに、『遼史』国語解には漢字で契丹語を記して、その意味を説明している。